# Vauxhall 10
La 10 è un'autovettura prodotta dalla Vauxhall dal 1937 al 1940 e dal 1946 al 1947.
Realizzata solo in versione berlina quattro porte, la vettura apparteneva alla categoria delle piccole berline per famiglie e venne presentata al salone dell'automobile di Londra nell'ottobre del 1937. La costruzione del modello fu innovativa, dato che seguì il sentiero tracciato dall'Opel Olympia con la sua struttura a monoscocca. Sia la Opel che la Vauxhall appartenevano infatti alla General Motors, e quindi era relativamente consueto che tra i modelli dei vari marchi del gruppo ci fossero delle similitudini.
Per realizzare la vettura, la Vauxhall spese ingenti quantità di denaro.  Purtroppo, i piani di sviluppo vennero interrotti dallo scoppio della seconda guerra mondiale. Lo stabilimento Vauxhall di Luton fu infatti convertito alla produzione bellica, e sulle linee produttive precedentemente utilizzate per la produzione automobilistica venne assemblato il carro armato per fanteria Mk IV Churchill. La Vauxhall 10, dopo il 1940, non fu quindi più disponibile.
Il modello ricomparve brevemente sul mercato nel 1946 a conflitto terminato, con lo stesso motore a quattro cilindri in linea e valvole in testa da 1.203 cm³ di cilindrata che era offerto prima della guerra. La potenza però diminuì, passando da 34 bhp a 31,5 bhp. La 10 postbellica presentava comunque anche altre differenze. Il motore era montato anteriormente e la trazione era posteriore, e ciò rimase immutato.
Però, a causa della scarsa disponibilità di denaro da parte dei clienti britannici, che era dettata dalle ristrettezze economiche susseguenti al conflitto, la Vauxhall ritirò il modello dal mercato già nel 1947, ponendo momentaneamente termine alla commercializzazione di piccoli modelli. Dalla fine della produzione della 10, fino al lancio della Vauxhall Viva nel 1963, la casa automobilistica britannica si concentrò infatti su vetture più grandi.
Il nome del modello derivava dal numero dei cavalli fiscali, che all'epoca definivano la classe di appartenenza delle vetture. La 10 fu pertanto in competizione con la Morris Ten, la Standard Ten e la Ford Model C.